# Hünenberg
Hünenberg est une commune suisse du canton de Zoug.

## Géographie
Selon l'Office fédéral de la statistique, Hünenberg mesure 18,45 km2. 

## Démographie
Selon l'Office fédéral de la statistique, Hünenberg compte 8 948 habitants fin 2022. Sa densité de population atteint 485 hab./km2.
Le graphique suivant résume l'évolution de la population de Hünenberg entre 1850 et 2008 :